# Donori
Donori (en sard, Donori) és un municipi italià, dins de la província de Sardenya del Sud. L'any 2007 tenia 2.102 habitants. Es troba a la regió de Parteòlla. Limita amb els municipis de Barrali, Samatzai, Sant'Andrea Frius, Serdiana i Ussana.

## Administració
| Període | Identitat    | Partit        |
| ------- | ------------ | ------------- |
| 2006-   | Lucia Meloni | Llista cívica |